# Одед Махнес
Одед Махнес (івр. עודד מכנס, нар. 8 червня 1956, Нетанья) — ізраїльський футболіст, що грав на позиції півзахисника, та тренер. Футболіст року в Ізраїлі (1978, 1982, 1983).
Один з найкращих гравців команди «Маккабі» (Нетанья) усіх часів та другий найкращий бомбардир в історії Ізраїлю, маючи 196 голів у ізраїльській Прем'єр-лізі. Включений до Зали слави ізраїльського футболу.

## Клубна кар'єра
У дорослому футболі дебютував 1972 року виступами за команду «Маккабі» (Нетанья), в якій провів дванадцять сезонів, взявши участь у 297 матчах чемпіонату, в яких забив 158 голів. Більшість часу, проведеного у складі «Маккабі», був основним гравцем команди й одним з головних бомбардирів команди, маючи середню результативність на рівні 0,53 гола за гру першості. За цей час чотири рази виборював титул чемпіона Ізраїлю та один раз національний кубок. Також Одед чотири рази ставав найкращим бомбардиром Прем'єр-ліги — спочатку у сезонах 1975/76 з 21 голом та 1978/79 з 18 голами, а потім він здобув це досягнення у двох сезонах поспіль: 1981/82 та 1982/83 з 26 та 22 голами відповідно.
Згодом з 1984 по 1989 рік грав у складі команд «Маккабі» (Петах-Тіква), «Маккабі» (Нетанья), «Маккабі» (Тель-Авів), «Хапоель» (Хадера) та «Хапоель» (Тиверіада), а завершив ігрову кар'єру у команді другого дивізіону «Хапоель Цафрірім» (Холон), за яку виступав протягом 1989—1990 років.
Всього у вищому дивізіоні Ізраїлю Махнес забив 196 голів, встановивши рекорд турніру, поки його не побив Алон Мізрахі, що забив 206 голів.
Повернувшись до футболу після невеликої перерви, 1995 року недовго очолював тренерський штаб клубу «Маккабі» (Нетанья).

## Виступи за збірну
1974 року дебютував в офіційних матчах у складі національної збірної Ізраїлю.
У складі збірної був учасником Олімпіади в Монреалі в 1976 році, де разом зіграв у двох матчах і зі збірною став чвертьфіналістом турніру.
Загалом протягом кар'єри у національній команді, яка тривала 7 років, провів у її формі 13 матчів, забивши 3 голи.

## Титули і досягнення
- Чемпіон Ізраїлю (4):

«Маккабі» (Нетанья): 1973/74, 1977/78, 1979/80, 1982/83
- Володар Кубка Ізраїлю (1):

«Маккабі» (Нетанья): 1977/78
- Володар Суперкубка Ізраїлю (4):

«Маккабі» (Нетанья): 1974, 1978, 1980, 1983

### Індивідуальні
- Найкращий бомбардир чемпіонату Ізраїлю: 1975/76 (21 гол), 1978/79 (18 голів), 1981/82 (26 голів), 1982/83 (22 голи)
- Футболіст року в Ізраїлі: 1978, 1982, 1983

## Особисте життя
Одед Махнес походить з футбольної родини. Його батько, Арі Махнес (1921—2008), та брат Гад Махнес (нар. 1956) також були футболістами і грали за збірну Ізраїлю.